# He Zhiwen
He Zhiwen (chiń. 何志文; ur. 31 maja 1962) – hiszpański tenisista stołowy pochodzenia chińskiego. Członek kadry narodowej i olimpijskiej Hiszpanii w tenisie stołowym. Od sezonu 2012/2013 zawodnik polskiego klubu tenisa stołowego Dartom Bogoria Grodzisk Mazowiecki. Jest sponsorowany przez japońską firmę tenisa stołowego Joola. Naukę gry w tenisa stołowego rozpoczął w wieku 4 lat. Obecnie najlepszy tenisista stołowy w Hiszpanii i jeden z najlepszych w Europie.
- miejsce w światowym rankingu ITTF: 92
- styl gry: leworęczny, jednostronny, szybki atak topspinowy z nastawieniem na forehand blisko stołu
- rodzaj trzymania rakietki: styl piórkowy

Sprzęt:
- deska: Joola Wing Fast Blade (OFF)
- okładziny: Snabb (grubość podkładu: 2,0 mm; po obu stronach)